# Giełda samochodowa

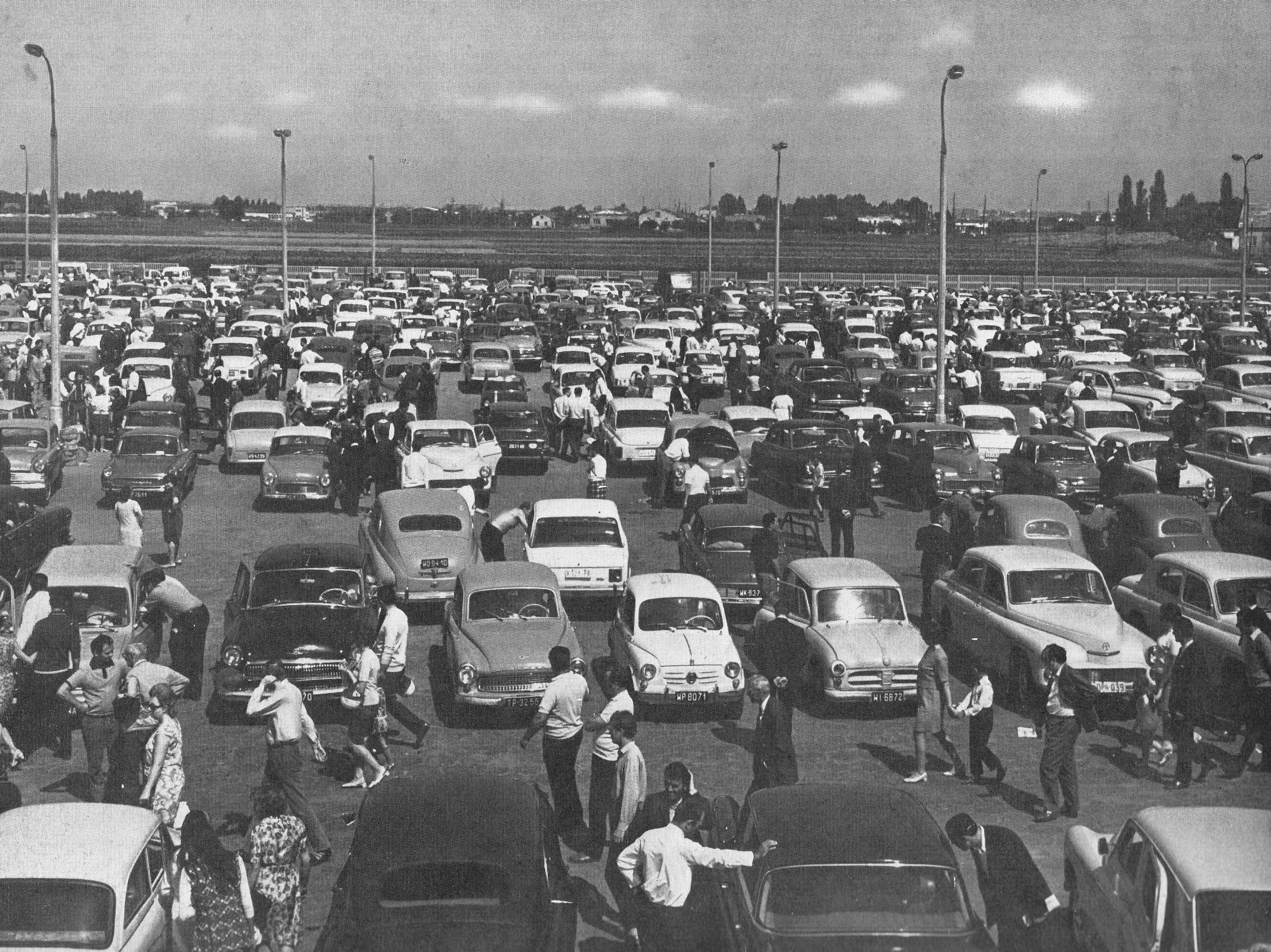
Giełda samochodowa w Warszawie w latach 60.

Giełda samochodowa – miejsce, gdzie handluje się samochodami i innymi pojazdami mechanicznymi, np. motocyklami.